# دین‌گلد

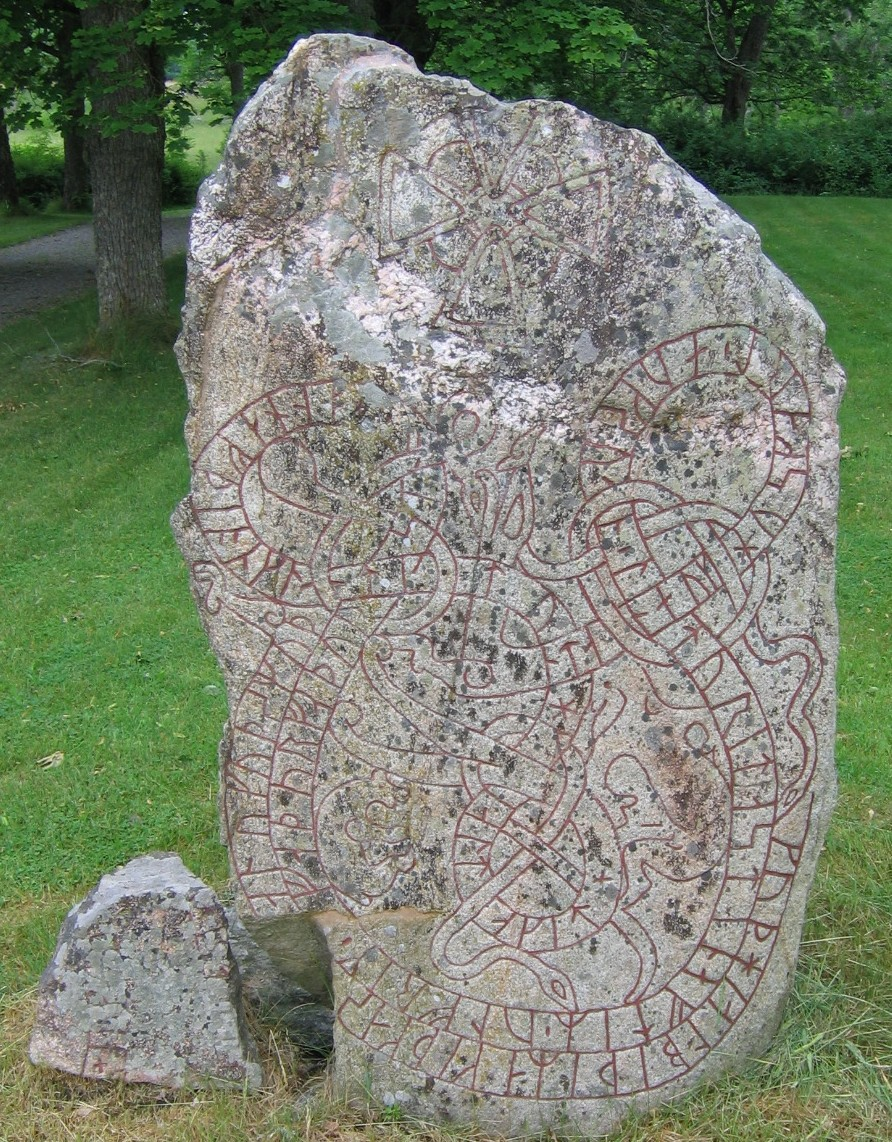
این سنگ رونی بوسیله پسر بزرگ اولفریک سیرکا بمنظور یادمانِ دوبار دریافتِ دین گلد از انگلستان در اوپلاند، سوئد در زمین نهاده شده است.

دین‌گلد (‎/ˈdeɪn.ɡɛld/‎; "مالیات دانمارکی") مالیاتی بود که به عنوان نوعی باج به مهاجمان وایکینگ برای نجات یک سرزمین از غارت پرداخت می‌شد. مالیات دین‌گلد در کشورهای فرانسه و انگلستان از سده نهم تا یازدهم میلادی رواج داشت. شیوهٔ اخد مالیاتِ جدید که پس از دین‌گلد و توسط ریچارد یکم در تاریخ ۱۱۹۴ ایجاد گردید، سیستم اخذ مالیاتِ کاروکاژ می‌باشد.

## خوانش بیشتر
- Jansson, Sven B. 1980. Runstenar. Stockholm: STF. ISBN 91-7156-015-7